# Margarete Kuhlmann
Margarete „Grete“ Kuhlmann, nach Heirat 1939 Margarete „Grete“ Trenkner (* 9. Mai 1915 in Hamburg; † 21. April 2003 in Virginia, Vereinigte Staaten), war eine deutsche Leichtathletin, die sich auf den Kurzstreckenlauf spezialisiert hatte.

## Sportliche Karriere
Margarete Kuhlmann trat bis 1933 für SV St. Georg von 1895 und ab 1934 für den Hamburger SV an. Bei den Frauen-Weltspielen 1934 gewann sie die Silbermedaille im 60-Meter-Lauf hinter der Polin Stanisława Walasiewicz. Die 4-mal-100-Meter-Staffel mit Margarete Kuhlmann, Käthe Krauß, Marie Dollinger und Selma Grieme siegte vor den Niederländerinnen.
Ihren einzigen deutschen Meistertitel gewann sie nach ihrer Heirat. Bei den Deutschen Meisterschaften 1940 siegte die 4-mal-100-Meter-Staffel des Hamburger SV mit Kröger, Köhnsen, Loch und Trenkner vor der Staffel von Eintracht Frankfurt.
Margarete Kuhlmann-Trenkner arbeitete bis etwa 1940 bei der Beiersdorf AG. Ab 1963 lebte sie in den Vereinigten Staaten.